# Инвалиды войны (общественная организация)
Общероссийская общественная организация инвалидов войны в Афганистане и военной травмы — «Инвалиды войны», создана 29 июня 1998 года как правопреемник «Фонда инвалидов войны в Афганистане», существовавшего с 1991 года. Занимается реабилитацией ветеранов боевых действий в Афганистане, Чеченской республике и пр., участников контр-террористических операций и членов их семей. Участвует в разработке законов по социальной защите инвалидов войны, контролирует исполнение нормативно-правовых документах на федеративном и региональном уровне, разрабатывает и реализует программы социально-экономической защиты инвалидов и ветеранов военных действий.

## История
В 1991 году был создан «Российский фонд инвалидов войны в Афганистане» (РФИВА), основателем которого стали ветераны Афганской войны Валерий Радчиков, ставший его председателем, и его заместитель Ильяс Сафин. Данный фонд получил от государства льготы по освобождению от таможенных пошлин от ввозимых на территорию Российской Федерации товаров зарубежного производства. Коммерческие предприятия ввозили товар, отчисляя фонду определённый процент, который по уставу фонда должны были идти на помощь в реабилитации ветеранов Афганской войны. Инвалидам покупались мотоколяски, автомобили, обеспечивались бесплатное лечение и протезирование.
В августе 1994 года в руководстве фонда возникли разногласия. Некоторые региональные отделения фонда обвинили Валерия Радчикова в том, что он не информирует их о финансовом состоянии фонда и его использовании. На последовавшей конференции региональных филиалов фонда его председателем был избран Михаил Лиходей, а его заместителем — Сергей Трахиров. Сторонники Радчикова отказались выполнять решение конференции, а из-за неоднозначной позиции Министерства юстиции возникла ситуация, при которой одновременно действовали два фонда с одинаковым названием, но разными расчётными счетами (возглавляемый Радчиковым и Сафиным и возглавляемый Лиходеем и Трахировым).
10 ноября 1994 года в результате покушения был убит Михаил Лиходей. После смерти Лиходея Радчиков с Сафиным, прекратив заниматься социальными вопросами, перешли к работе с контрактами, пока согласно новому указу президента РФ фонд не был лишён прав создавать коммерческие предприятия.
Руководитель Комитета по делам воинов-интернационалистов при Совете глав СНГ генерал-майор Руслан Аушев в интервью агентству Интерфакс открыто заявил, что убитому Лиходею Михаилу угрожали расправой лидеры РФИВА и непосредственно сам Радчиков Валерий. Также он назвал РФИВА, возглавляемое Радчиковым, «полукриминальной организацией, претендующей на большие роли, в том числе и политические».
В том же 1994 году фондом занялась Налоговая полиция РФ и выяснила множество нарушений, главным из которых являлся увод значительной части полученной прибыли из фонда в коммерческие структуры. Только за 1994 год фонд, возглавляемый Радчиковым и Сафиным, заработал посредством таможенных льгот около 200 миллионов долларов США, но только 10 % от этой суммы были израсходованы на нужды инвалидов. По оценке Генеральной прокуратуры, общий оборот средств, прошедших через РФИВА, достиг 4 миллиарда долларов США.
В начале 1995 года Радчиков отошёл от РФИВА и зарегистрировал «Российский общественный фонд инвалидов военной службы» (РОФИВС).
29 октября 1995 года на Радчикова в момент встречи со своим юристом Дмитрием Матешевым было совершено покушение. В результате покушения Матешев был убит, а Радчиков, получив 6 пулевых ранений, смог на машине добраться до знакомых, оказавших ему медицинскую помощь. По мнению Трахирова Сергея, убийство Радчикова планировалось как устранение свидетеля по факту хищений денежных средств со счетов РФИВА.
10 ноября 1996 года произошёл взрыв на Котляковском кладбище, в результате которого погибли руководитель РФИВА Сергей Трахиров и вдова Михаила Лиходея Елена Краснолуцкая. Данный инцидент, по мнению следствия, считался одним из событий в противостоянии группировок Радчикова—Сафина и Лиходея—Трахирова.
29 июня 1998 года «Российский фонд инвалидов войны в Афганистане» (РФИВА) переименован в «Общероссийскую общественную организацию инвалидов войны в Афганистане и военной травмы — „Инвалиды войны“».
С апреля 1997 до 2018 года председателем являлся подполковник запаса Чепурной Андрей Геннадьевич. В апреле 2018 года его обвинили в растрате поступающих из бюджета денег и поместили под домашний арест на время следствия.
С 2018 года в организации ведётся аудит финансовой деятельности. В марте 2019 года Министерство юстиции на полгода приостановило деятельность организации. Финансирование из госбюджета прекращено.
В августе 2019 года бывший председатель ОООИВА Андрей Чепурной признан виновным в хищении средств организации и осуждён на 2 года условно.
В феврале 2020 года Верховный суд России удовлетворил иск Минюста и ликвидировал Общероссийскую общественную организацию инвалидов войны в Афганистане (ОООИВА) и военной травмы «Инвалиды войны», которая не смогла отчитаться о расходовании бюджетных средств. В ходе следствия было установлено, что с 2014 по 2017 год ОООИВА получило из бюджета России 577,4 млн рублей, но больше половины потратила на содержание центрального аппарата организации.